# Халилов, Тагир Тагиевич
Тагир Тагиевич Халилов (22 декабря 1992, Екатеринбург, Россия)  — боксёр (муай-тай), выступавший в полулегкой весовой категории, кикбоксер. Российский боец тайского бокса, чемпион мира 2016 и межконтинентальный чемпион 2019 среди профессионалов по версии WMC I-1. Первый и на данный момент единственный Российский боец тайского бокса, обладающий этими титулами. Т.Т. Халилов расположился на 13-й строчке мирового рейтинга в лучших 20 игроках по версии WBC Muay Thai. Прозвище бойца - Samingpri (самингпрай). Тренера: в России Денис Воинов; в Таиланде: Сагапед. Команда: Ск Фаворит, Россия, Екатеринбург; Revolution gym Phuket, Thailand.

## Биография
Родился 1992 года 22 декабря в Екатеринбурге. Мать русская, отец азербайджанец. Окончил школу № 33 в 2008 году. Учился в Политехническом колледже до 2009 года. Посещал секции по карате, дзюдо, боксу, плаванию, прыжкам в воду, танцам. В 15 лет увлекся кикбоксингом. Служил в армии в 2010-2011 годах.

## Спортивная карьера
После армии Тагир начал активно заниматься, желая выступать на соревнованиях. В 19 лет он провёл свои первые соревнования, Чемпионат России в 2014 году в Севастополе по кикбоксингу, и одержал победу. Тагир стал бронзовым призёром. После чего выиграл чемпионат Свердловской области по кикбоксингу. Тогда Тагир следил за карьерой Буакхау По. Прамук и мечтал поехать тренироваться в Таиланд, на родину тайского бокса. Через пару лет Буакхау По. Прамук выиграл товарищ Тагира, Хаял Джаниев, спустя ещё пару лет Тагир выступал на одном турнире, где в главном бою выступал сам Буакхау По. Прамук.
Так же тренировался в Таиланде. В общей сложности он прожил 4 года на территории Таиланда и провёл 30 профессиональных поединков в Таиланде. Завоевал два профессиональных Титула на территории Гонконга. Тайцы не могли выговорить имя Тагир и всегда называли его Тайгер. И однажды на тренировке тренер ему сказал: «Ты не Тайгер, ты Самингпрай» (по древней легенде, Самингпрай — это магическое существо, меняющее обличье человека и тигра, живущее в джунглях и обладающее большой силой). Ему понравилось происхождение этого прозвища, и теперь оно с ним. Вернувшись обратно в РФ, он так же начал успешно выступать на соревнованиях.

### Видеоматериал
- Кубок России по тайскому боксу в Ижевске
- Тагир Халилов готовится к бою в родном Екатеринбурге
- Бой Awutlek M. Burapha (Thailand) VS Tagir Khalilov (Russia) 57kg
- Интервью Тагира Халилова 4 КАНАЛУ
- ОТВ о Тагире Халилове
- Бой Konkeanlek Sitpholek vs Samingpri Sitsongpeen
- THE HERO CHAMPION CHALLENGE March 18th, 2018
- MX MUAY XTREME | FULL HD | 23 มิ.ย. 60 | one31
- Бой Wanchana Sor.Suebsak (Thailand) VS Tagir Khalilov (Russia)
- Бой Supernay Chor Chanatip (Thailand) VS Tagir Khalilov (Russia)
- Бой Petchsinel (Thailand) VS Tagir Khalilov (Russia)
- Бой Khalilov Tagir (Russia) vs Sansak Sitpanancheng (Thailand)

### Статьи
- Тагир Халилов: «Чтобы найти себя, нужно попробовать все»
- Как начинал Тагир Халилов